# Route 776 (Nouveau-Brunswick)
Pour les articles homonymes, voir Route 776.
La route 776 est une route locale du Nouveau-Brunswick située dans l'extrême sud-ouest, sur l'île Grand-Manan. Elle traverse l'île, soit une région aquatique et plus ou moins agricole. De plus, elle mesure 26 kilomètres, et est pavée sur toute sa longueur.

## Tracé
La 776 débute à la fin du traversier en provenance de Blacks Harbour et de la route 176. Elle commence par traverser North Head en se dirigeant vers l'ouest, puis elle bifurque vers le sud pour toujours suivre la côte et pour traverser Castalia. Elle traverse ensuite Maple Hll, Grand Harbour  et Mark Hill, puis elle passe près du parc provincial The Anchorage. Elle continue ensuite sa route vers le sud-ouest pour traverser Seal Cove et Deep Cove, puis elle se termine au phare situé au sud de l'île.
Ce point est d'ailleurs le point le plus au sud accessible par les routes principales, secondaires et locales du Nouveau-Brunswick. 

## Intersections principales
| route 776          |               |    |                                                   |                           |
| Comté              | Location      | km | Intersection/Destinations                         | Notes                     |
| Comté de Charlotte | North Head    | 0  | traversier vers R-176 nord, Blacks Harbour        | extrémité nord de la 776  |
| Comté de Charlotte | Grand Harbour | 13 | Chemin Ingalls Head sud, Ingalls Head, White Head |                           |
| Comté de Charlotte | Deep Cove     | 26 | phare Southwest Head                              | extrémité ouest de la 776 |